# Hikangia delta
Hikangia delta är en insektsart som beskrevs av Nielson 1983. Hikangia delta ingår i släktet Hikangia och familjen dvärgstritar. Inga underarter finns listade i Catalogue of Life.